# Overload (singel)
"Overload" är den brittiska tjejgruppen Sugababes debutsingel, utgiven den 11 september 2000. Låten gjorde bra ifrån sig på topplistor runtom i världen. Den är skriven av Jony Lipsey, Cameron McVey, Felix Howard, Paul Simm, Siobhán Donaghy, Mutya Buena och Keisha Buchanan.

## Listor
- Frankrike topp 100 singel lista: 16
- New Zealand Singles Chart: 2
- Austrian Singles Chart: 3
- German Singles Chart: 3
- Swiss Singles Chart: 5
- UK Singles Chart: 6
- Poland Singles Chart: 10
- Netherlands Top 40: 12
- Japan Top 100 Singles Chart: 12
- Irish Singles Chart: 13
- French Top 100 Singles Chart: 16
- Swedish Singles Chart: 18
- Polish Singles Chart: 21
- Spanish Singles Chart: 22
- Australian ARIA Singles Chart: 27

## Priser
- BRIT Awards Best British Singel (Nominerad)